# Заводский район (Кемерово)
Заводский район — самый большой по населению внутригородской район города Кемерово. Находится на левом берегу реки Томи. 

## География
Занимает юго-западную часть города. Включает в себя жилые районы (микрорайоны) Пионер и Ягуновский.
Состоит из многоквартирных жилых домов и коттеджных посёлков.
Имеются отделы полиции "Заводский", "ФПК", "Южный" и "Ягуновский" УМВД России по г.Кемерово.
На территории района расположена больница , ОАО «РЖД»,  несколько ТРЦ.

## Этимология
Название района происходит не от того, что на его территории имеется большое количество заводов, а от того, что для жителей правобережной деревни Кемерово район располагался «за водой» — на противоположном берегу реки Томь; отсюда и «заводский» с ударением на «о», а не «заводской».

## История
26 марта 1945 года специальным Указом Президиума Верховного Совета РСФСР «Об образовании Заводского района в городе Кемерово Кемеровской области за счет разукрупнения Центрального района» был образован четвёртый район города — Заводский

## Население
| 1959     | 1970     | 1979     | 1989     | 2002     | 2009     | 2010     |
| -------- | -------- | -------- | -------- | -------- | -------- | -------- |
| 62 709   | ↘56 650  | ↗109 222 | ↗110 378 | ↗126 905 | ↗143 806 | ↗149 696 |
| 2012     | 2013     | 2014     | 2015     | 2016     | 2017     | 2018     |
| ↗151 478 | ↗152 907 | ↗154 520 | ↗155 885 | ↗157 113 | ↗157 804 | ↘157 760 |
| 2019     | 2020     | 2021     |          |          |          |          |
| ↘156 499 | ↘155 510 | ↘152 333 |          |          |          |          |

## Транспорт
В районе находятся железнодорожный и автомобильный вокзалы города. Железная дорога. Аэропорт также относится к этому району. Проходит крупнейший проспект Кемерова.
Район обладает всеми видами городского транспорта: Автобус, Троллейбус, Трамвай. Также по территории района проходят электропоезда.

## Промышленность
- Кемеровский КХЗ[20][21]
- Кемеровское ОАО «Азот»
- ПО «Химпром».